# Rodeberg

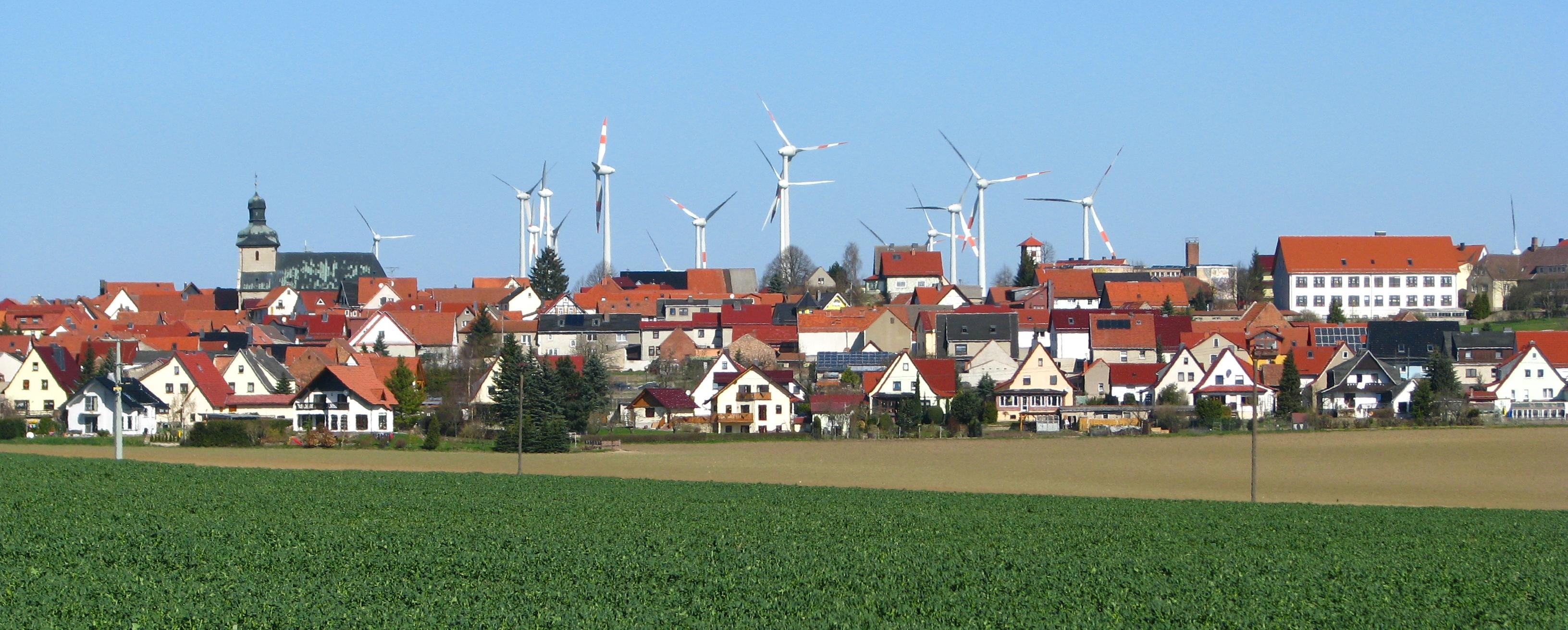
Struth mit Jakobuskirche und Windkraftanlagen

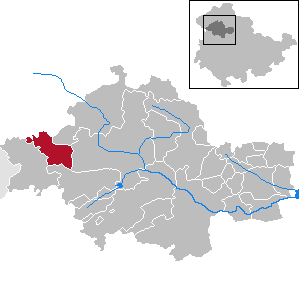
Lage der ehemaligen Gemeinde im Unstrut-Hainich-Kreis

Rodeberg war eine Gemeinde im Unstrut-Hainich-Kreis in Thüringen. Zum 1. Januar 2024 erfolgte die Auflösung der Gemeinde. Erfüllende Gemeinde für Rodeberg war die Landgemeinde Südeichsfeld.

## Geografie
Im Gemeindegebiet lebten zuletzt 2033 Einwohner auf einer Fläche von 26,68 Quadratkilometern (Stand: 31. Dezember 2022). Der heute kahle und landwirtschaftlich genutzte, namensgebende Berg Rode ist mit einer Gipfelhöhe von 498,2 m ü. HN eine der höchsten Erhebungen am Nordrand des Hainich. Die Gemeinde lag etwa 20 Kilometer südlich von Heiligenstadt und 8 Kilometer westlich von Mühlhausen auf ca. 480 Metern Höhe im Naturpark Eichsfeld-Hainich-Werratal.

### Gemeindegliederung
Die Ortsteile von Rodeberg waren:
- Struth
- Eigenrieden
- Kloster Zella
- Annaberg
- der Wohnplatz Waldfrieden

Die Ortsteile Annaberg und Kloster Zella wurden 1966 aus der Gemeinde Effelder ausgemeindet.

## Geschichte
Struth war ein fränkisches Königsgut. Im Jahr 1273 verkaufte es Heinrich von Treffurt für 24 Mark Silber an das heute auf Gemeindegebiet liegende Kloster Zella, das das Dorf bis 1772 auch pfarrlich betreute. Die Kirche in Struth wurde von 1793 bis 1800 erbaut. Auch Eigenrieden gehörte zum Besitz des Klosters Zella, lag aber bis 1802/03 im Bereich der Reichsstadt Mühlhausen. Struth und Eigenrieden waren ab Beginn des 19. Jahrhunderts eigenständige Gemeinden des Landkreises Mühlhausen und gehörten bis 1944 zur preußischen Provinz Sachsen.
Am 7. April 1945 erfolgte von Küllstedt aus in Richtung Süden der einzige größere Gegenangriff der deutschen 11. Armee in Thüringen. Er hatte – in Verkennung der Kräfteverhältnisse – das Ziel,
bereits in Mühlhausen und Langensalza eingerückte US-Truppenteile abzuschneiden. Während dieser „Schlacht bei Struth“ wurde durch Jagdbomber der Amerikaner und Kampfhandlungen ein Großteil des Ortes zerstört; die Ortschronik nennt 65 Wohnhäuser, 77 Stallungen, 88 Scheunen und die Zigarrenfabrik. Zahlreiche Soldaten beider Seiten und 13 Einwohner der Gemeinde wurden getötet. Der Angriff blieb in Struth stecken. Außer der Kirche in Struth blieb infolge der Zerstörungen 1945 wenig an alter Bausubstanz erhalten. Die Wohn- und Wirtschaftsgebäude stammen aus der Zeit von 1946 und danach.
Nach dem Zweiten Weltkrieg lag die Gemeinde bis zur „Wende“ am Rande des Grenzsperrgebiets und gehörte seit 1952 zum Bezirk Erfurt. 1966 wurden die aus der Gemeinde Effelder ausgemeindeten Orte Annaberg und Kloster Zella in die Gemeinde Struth umgegliedert. Am 30. Juni 1994 wurde durch den Zusammenschluss von Struth und Eigenrieden die Einheitsgemeinde Rodeberg gebildet.
Nördlich von Struth, rechts der Straße nach Küllstedt, wurden 27 große Windkraftanlagen errichtet.
Zum 1. Januar 2024 erfolgte die Auflösung der Gemeinde. Dem gingen Bürgerentscheide in den Ortsteilen voran. Demnach erfolgte zum 1. Januar 2024 die Eingemeindung des Ortsteils Eigenrieden mit Waldfrieden in die Stadt Mühlhausen/Thüringen und des Ortsteils Struth mit Annaberg und Kloster Zella in die Stadt Dingelstädt im Landkreis Eichsfeld.

### Religionen
Struth ist Sitz der römisch-katholischen Pfarrei St. Jakobus. In ihr richtete sich der Pfarrer Michael Lerch 1934 in der Kirche von Struth mit seiner Predigt gegen die Rassen- und Volkstumspolitik der Nationalsozialisten, woraufhin er denunziert und die Gestapo ihm mit Einweisung in ein KZ drohte.
Eigenrieden ist Sitz der evangelisch-lutherischen Kirchengemeinde St. Ulrich.

## Politik
Der Rat der Gemeinde Rodeberg bestand zuletzt aus 14 Ratsfrauen und Ratsherren.
Der letzte ehrenamtliche Bürgermeister Klaus Zunke-Anhalt (CDU) wurde am 6. Juni 2010 gewählt.

## Wirtschaft und Infrastruktur

### Wasser und Abwasser
Zur Abwasserbehandlung und Abwasserbeseitigung unterhielt die Gemeinde einen Eigenbetrieb, der laut Thüringer Allgemeine mit 2,4 Millionen Euro verschuldet sein soll.

## Sehenswürdigkeiten
- Pfarrkirche St. Jakobus d. Ä. in Struth mit der Darstellung der „Anna Selbdritt“
- Kirche St. Ulrich in Eigenrieden
- Bonifatiuskreuz in Struth, ein gotisches Steinkreuz, das auch „Angerkreuz“ genannt wird
- Der Mühlhäuser Landgraben zwischen Eigenrieden und Struth mit der Eigenrieder Warte am westlichen Ortsausgang
- Herausragender Fernblick vom Rode und vom Rain bis zum Inselsberg und zum Brocken
- Annaberg mit Statue der heiligen Anna (ehemaliger Wallfahrtsort)
- Kloster Zella (errichtet um 1100)
- Schäfersbrunnen (erbaut 1826, erneuert 2010/11)
- Freibad in Eigenrieden
- Museum und Heimatstube
- Lutherstein
- Sühnekreuz bei Eigenrieden (1670)